# Llista de peixos de la mar Adriàtica

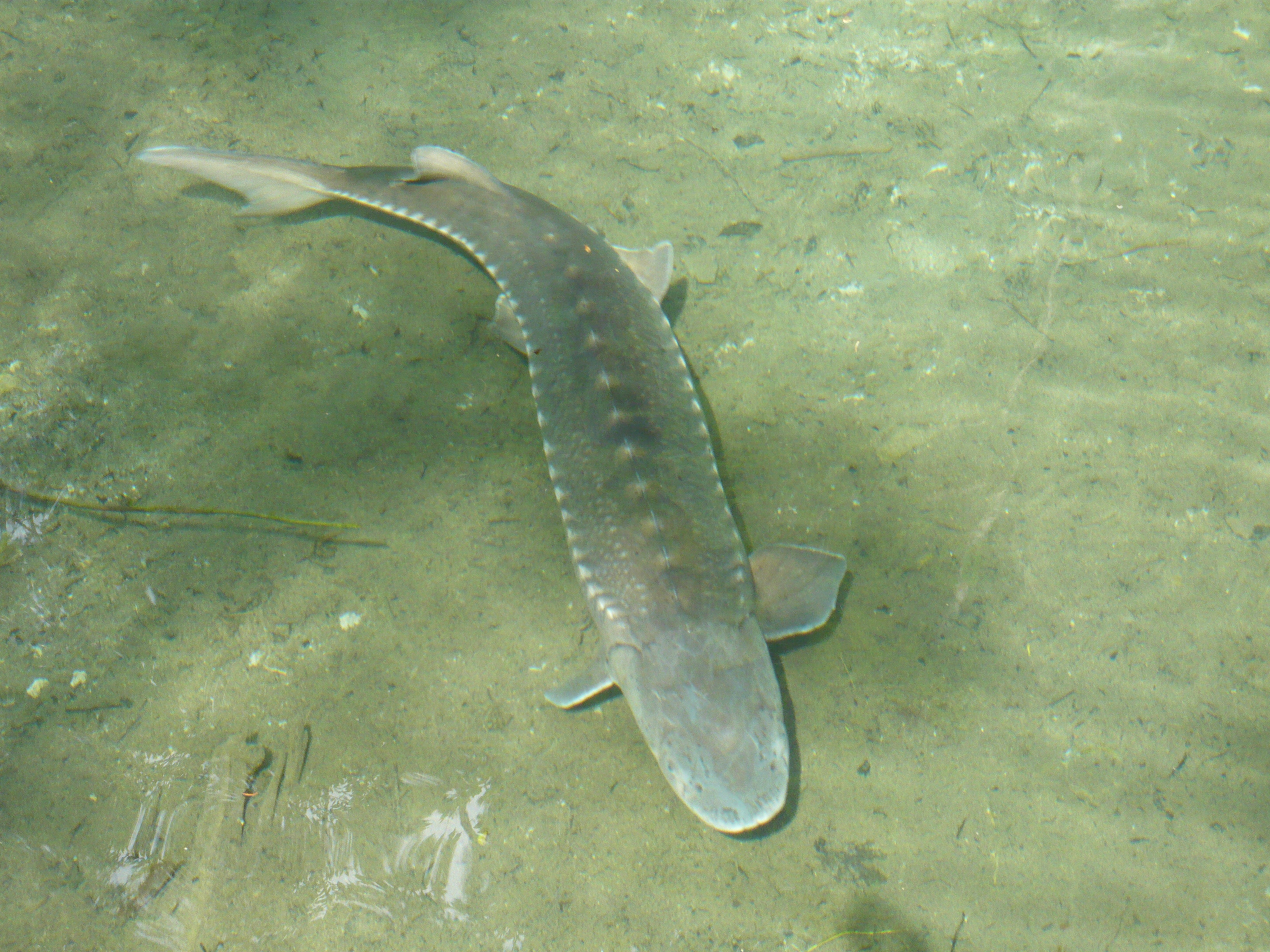
Acipenser sturio

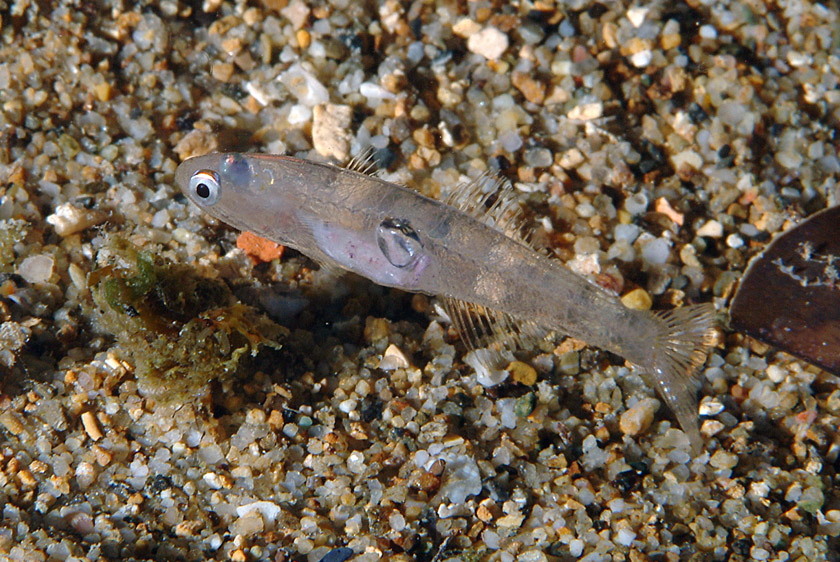
Aphia minuta

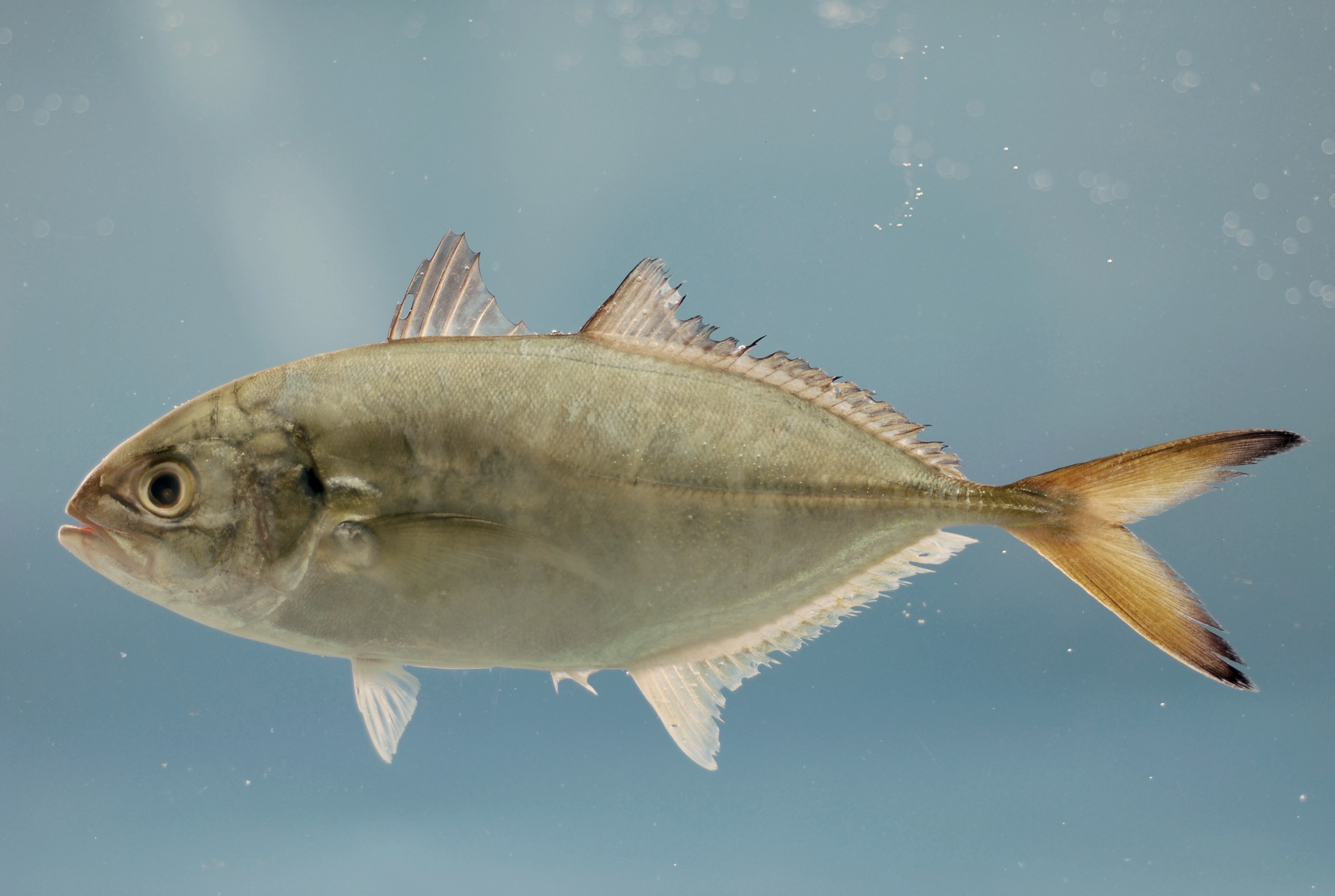
Caranx crysos

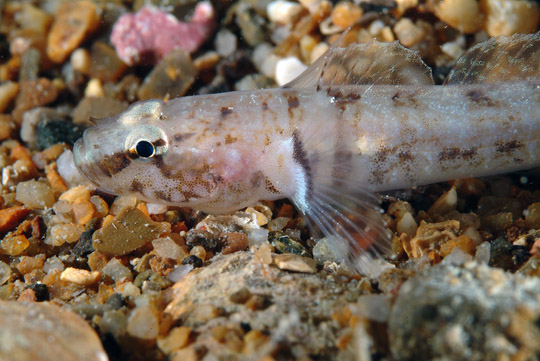
Chromogobius zebratus

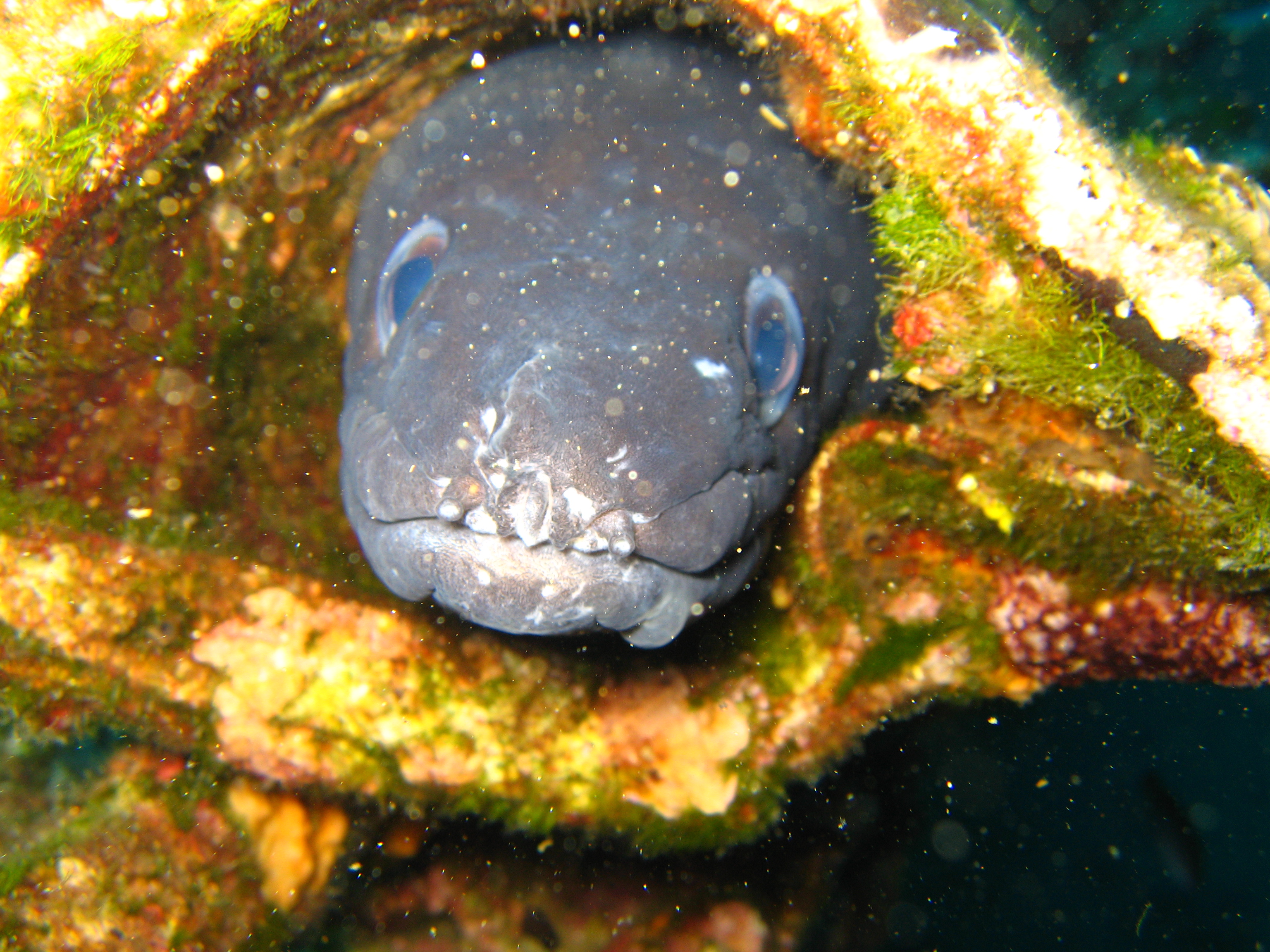
Conger conger

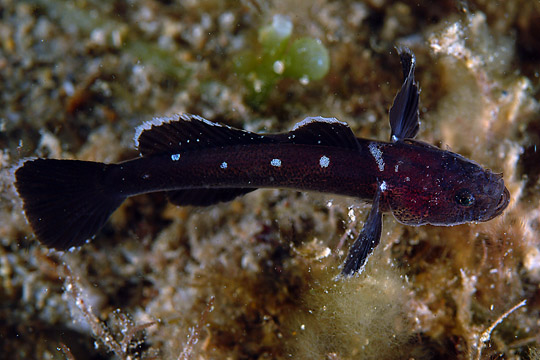
Didogobius schlieweni

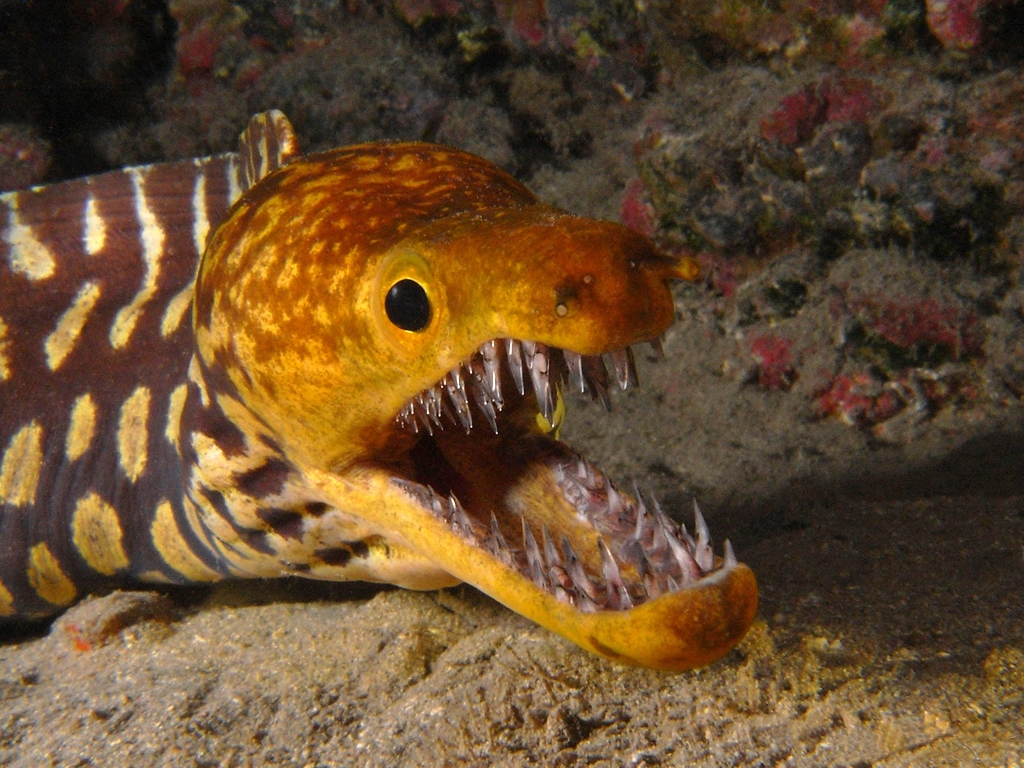
Enchelycore anatina

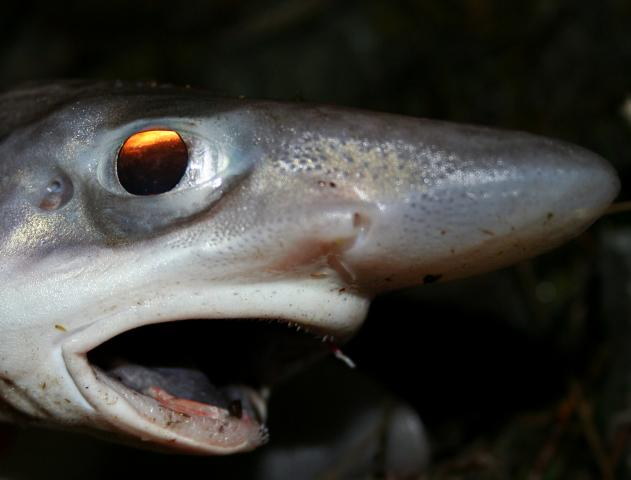
Galeus melastomus

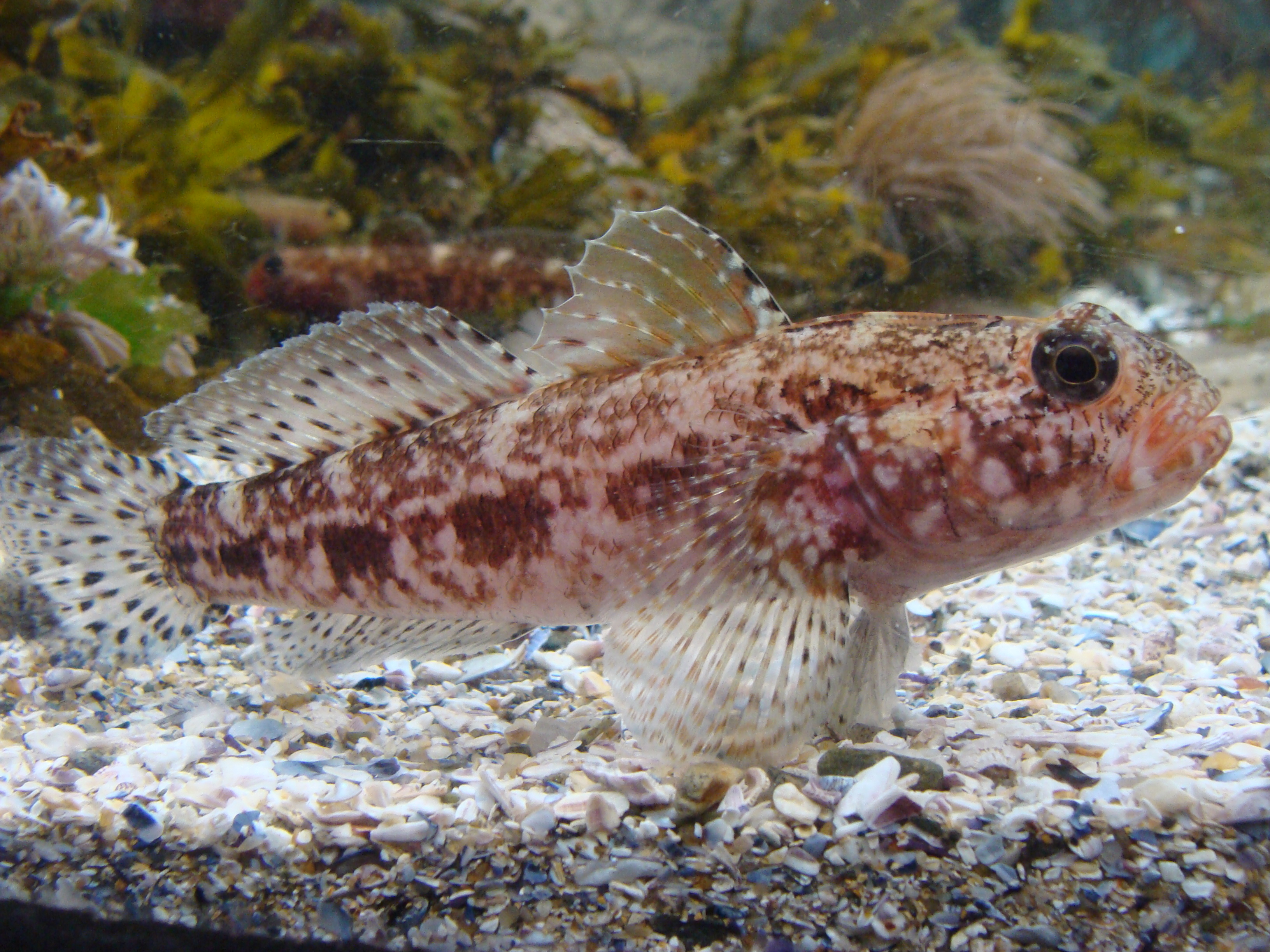
Gobius cruentatus

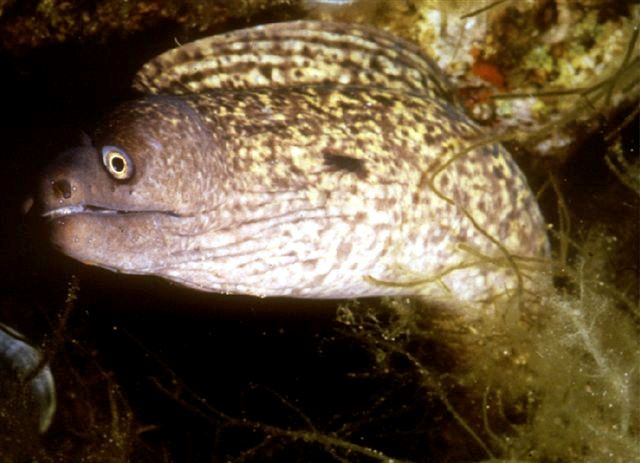
Muraena helena

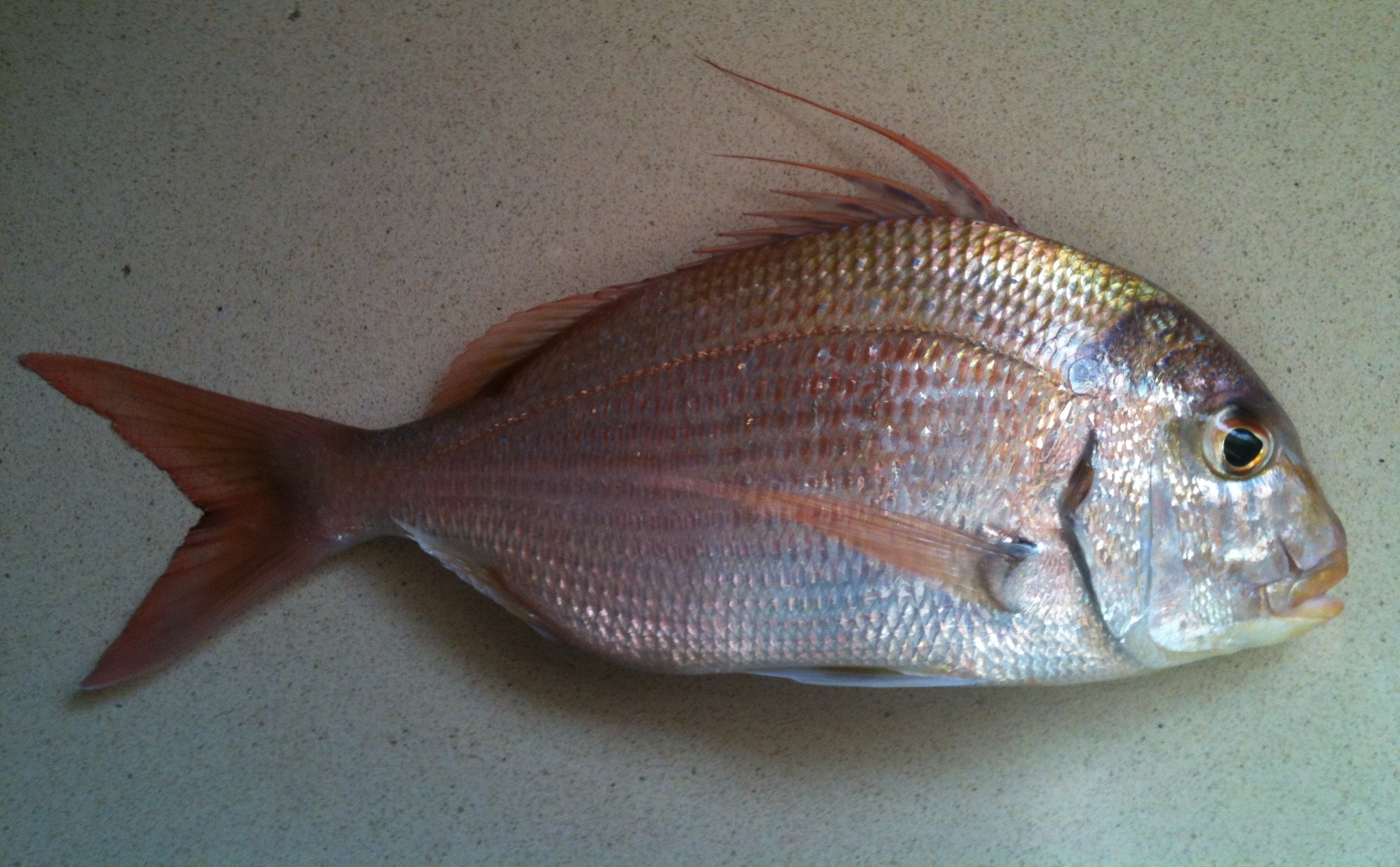
Pargus caeruleosticus

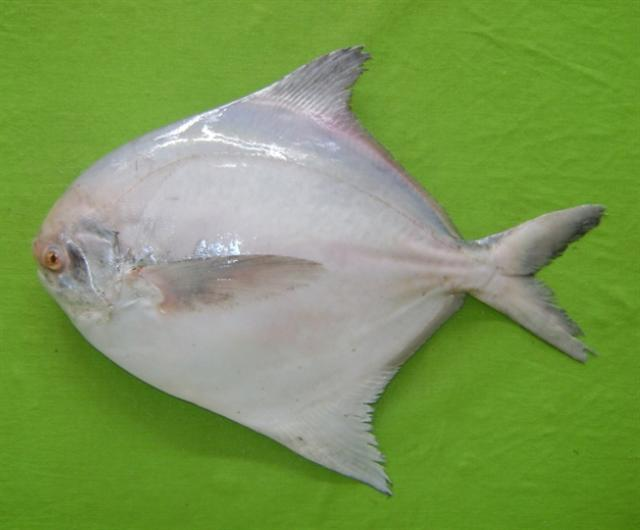
Pampus argenteus

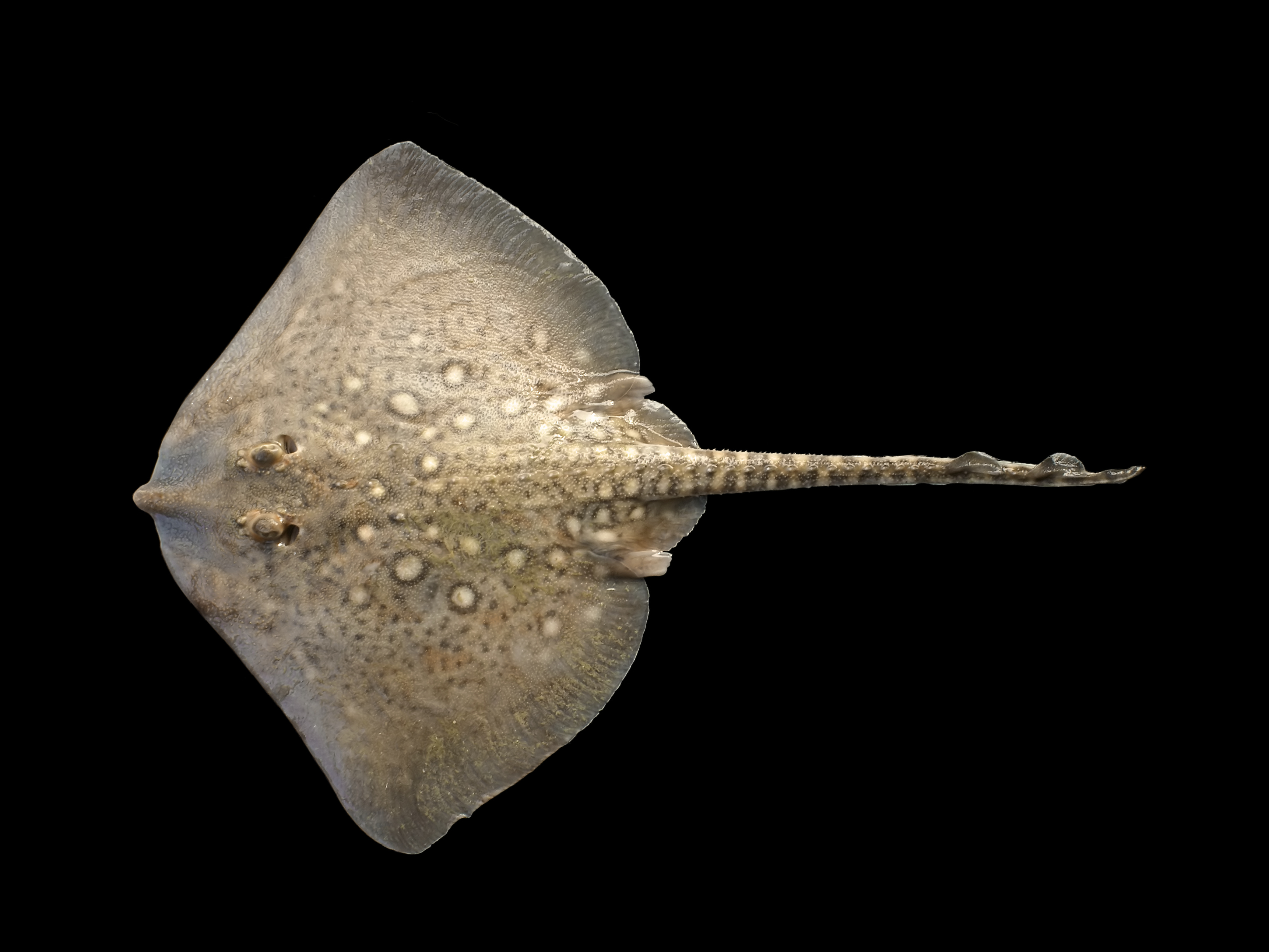
Raja clavata

Aquesta llista de peixos de la mar Adriàtica -incompleta- inclou 62 espècies de peixos que es poden trobar a la mar Adriàtica ordenades per l'ordre alfabètic de llur nom científic.

## A
- Acipenser naccarii
- Acipenser sturio
- Aphia minuta
- Apletodon incognitus

## B
- Bellottia apoda[1]

## C
- Campogramma glaycos[2]
- Caranx crysos
- Cataetyx alleni
- Chimaera monstrosa
- Chromogobius zebratus
- Coelorinchus occa
- Conger conger

## D
- Dalatias licha
- Didogobius schlieweni
- Didogobius splechtnai[3]

## E
- Echiodon dentatus
- Enchelycore anatina
- Epigonus telescopus
- Epinephelus aeneus
- Epinephelus coioides[4]
- Equulites klunzingeri
- Etmopterus spinax

## F
- Fistularia commersonii

## G
- Galeus melastomus
- Gobius cruentatus
- Grammonus ater

## H
- Helicolenus dactylopterus
- Huso huso
- Hymenocephalus italicus

## L
- Equulites klunzingeri[5]
- Lepidion lepidion
- Leucoraja circularis
- Lobotes surinamensis
- Lophotus lacepede[6]

## M
- Mora moro
- Muraena helena
- Mycteroperca rubra[7]

## N
- Nettastoma melanurum
- Nezumia sclerorhynchus
- Notacanthus bonaparte

## O
- Oxynotus centrina

## P
- Pagrus caeruleostictus
- Pampus argenteus[8]
- Pegusa nasuta
- Phycis blennoides
- Polyacanthonotus rissoanus[9]

## R
- Raja clavata
- Rhinoptera marginata
- Ruvettus pretiosus[10]

## S
- Schedophilus medusophagus[11]
- Schedophilus ovalis
- Serranus scriba
- Siganus rivulatus
- Sphoeroides cutaneus[12]
- Sphoeroides pachygaster[13]
- Sphyraena chrysotaenia
- Squalius janae[14]
- Stephanolepis diaspros[15]

## T
- Terapon theraps
- Thalassoma pavo[16]
- Trachyrincus scabrus
- Tripterygion tripteronotum[17]